# マテウス・メーリアン
マテウス・メーリアン（Matthäus （またはMatthew）Merian der Ältere（またはthe Elder、Sr.）、1593年9月22日‐1650年6月19日）は、スイスのエングレービングを主に用いていた版画家、製図家。出版業にも従事し、都市図や世界地図の製作など17世紀のドイツを代表するイラストレーターであった。

## 生涯

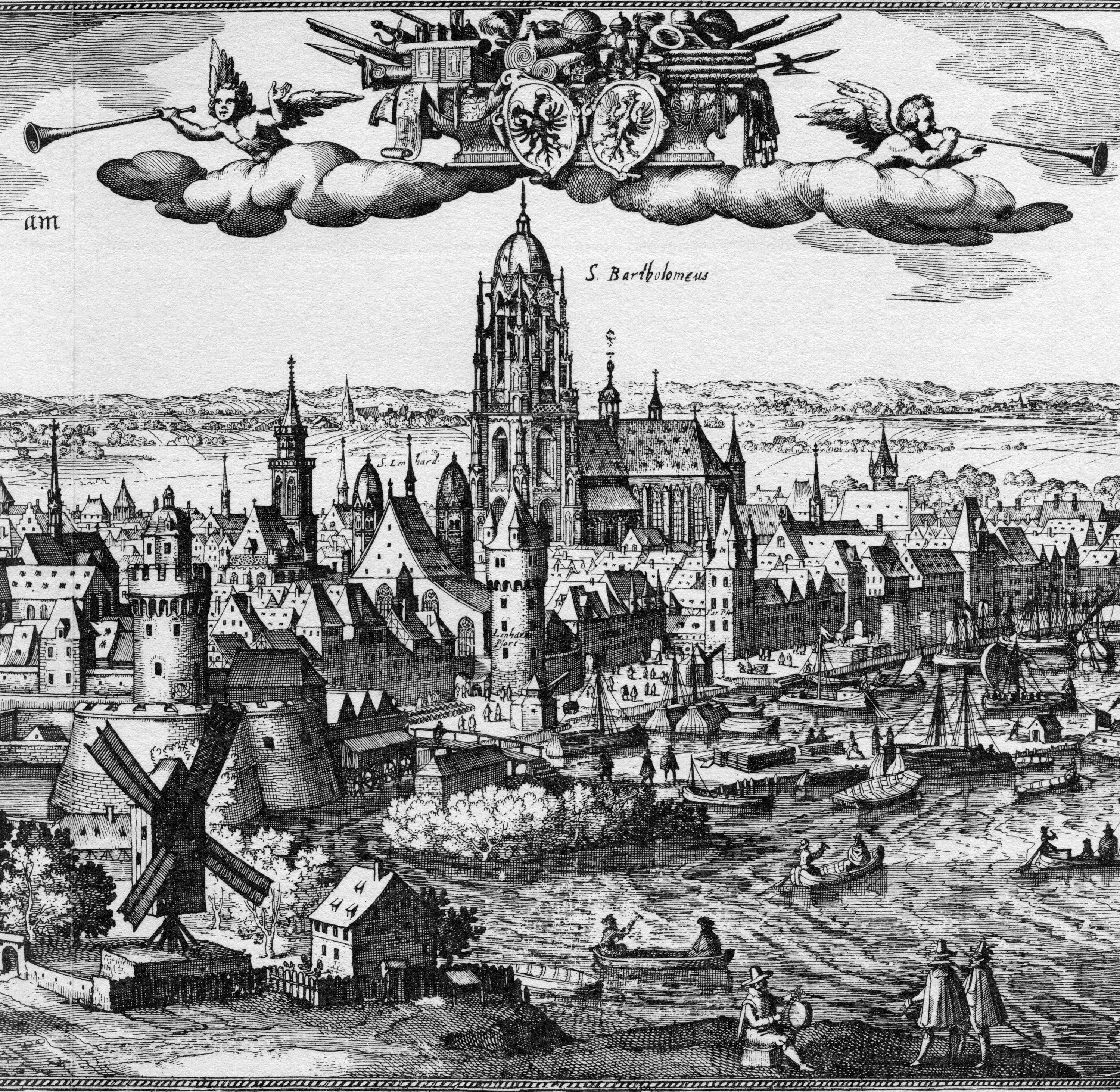
『フランクフルト』

バーゼル生まれ。マテウスはチューリッヒで銅版画の技術を学び、その後もフランスのストラスブール・ナンシーそして1610年からはパリで働きながら技術に磨きを掛けた。1615年に彼はバーゼルに戻るが、翌年にはドイツのフランクフルトにあったテーオドル・ド・ブリ(en)の出版社に勤めた。そこで知り合ったテーオドルの娘マリア・マグダラと1617年に結婚し、1620年にはバーセルに戻った。翌年には成長後父と同じ版画の道に進む同名の息子マテウス・メーリアン2世(Matthäus Merian der Jüngere:1621-1687)が生まれる。
マテウスはバーゼルで自己のスタイルを確立しつつあったが、3年後の1623年、義父テーオドルが亡くなると彼の出版社を継ぐためにフランクフルトへ引き返した。1626年には公民権を取得して独立で出版社を立ち上げ、多くの作品を世に送り出した。
1647年、後に画家兼自然科学者として活躍する娘マリア・ジビーラ・メーリアンを授かるが、マテウス自身は病を罹い、数年間の闘病も空しく1650年にヴィースバーデン近郊のバート・シュヴァルバッハで死去した。

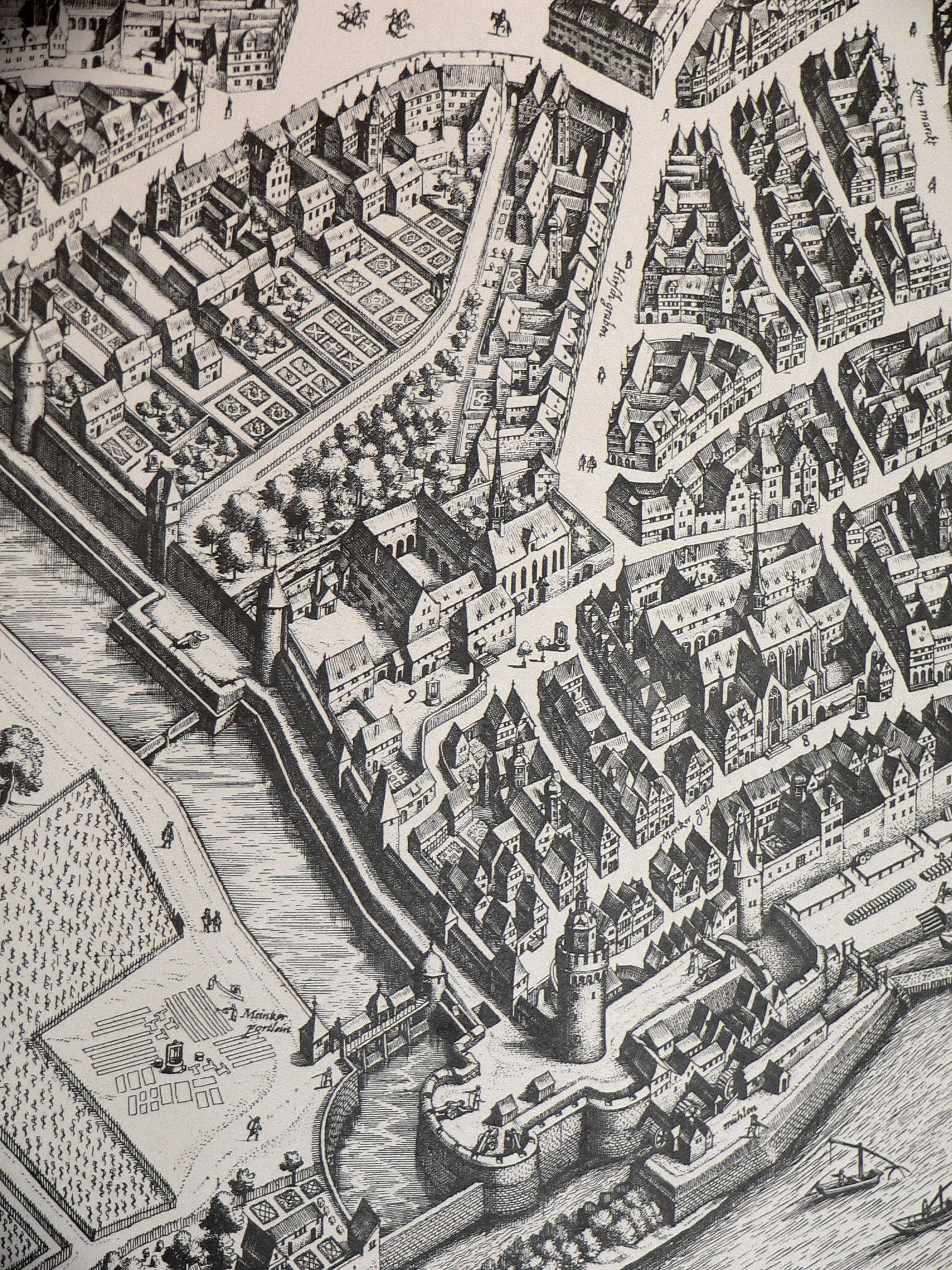
『フランクフルト』

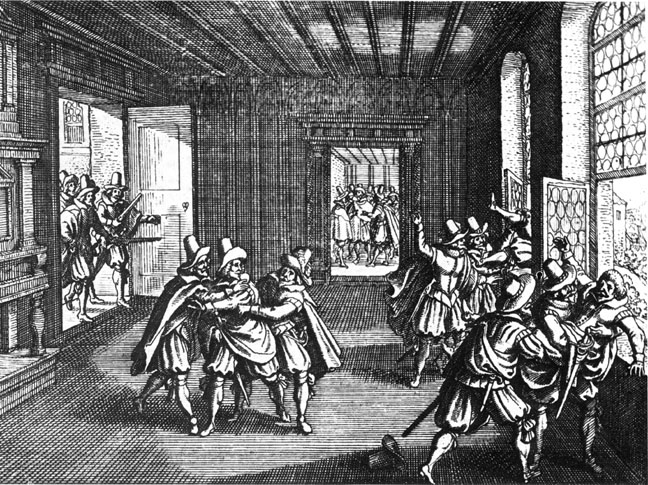
『プラハ窓外投擲事件』

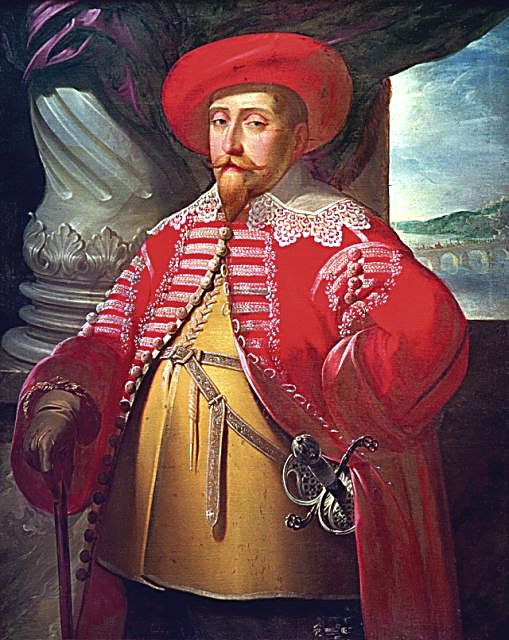
肖像画『グスタフ2世アドルフ』

## 業績
マテウスの有名な作品は、ほとんどがフランクフルト在住時に生まれたが、彼のユニークな都市図の形式はバーゼル時代の1615年には作品の中に見られた。これは、ジャン・クーザン（父）が1560年に著した『遠近法の書』（Livre de perspective）で解説されていた遠近法を取り入れたもので、彼の作品の基礎となった。地理学者のマーティン・ツァイヤー(Martin Zeiler)と、そして後（おそらく1640年）には息子と組んで編纂した都市図(Topographia)のシリーズは21巻まで出版され、『Topographia Germaniae』(de)（「ドイツ都市図」の意）として纏められた。この書は、膨大な都市の鳥瞰図や風景画を収録し、さらによく知られることになる世界図や各国の地図も掲載していた。また彼は、義父ブリが1590年に取り組み始めた『Grand Voyages』と『Petits Voyages』の仕事も引継ぎ、これらの後半部分を製作し1634年に完成させている。
多くの助手たちとともにマテウスが作成した版画は地図だけでなく、聖書の故事から題材を得た版画集『Iconum Biblicarum』、戦役や事件、狩りの図、本の表紙、肖像画や『死の舞踏』など様々な主題に取り組んでいる。
スウェーデンのエリック・ダールベルヒ伯爵(en)が編纂した銅版画集『Suecia Antiqua et Hodierna』(en)は、マテウスの仕事に強く刺激を受けている。ドイツの旅行雑誌『メーリアン』(en)の名称は、マテウスの名を由来とする。

## 主な出版
- Archontologia
- Topographia
- 1629-1650年 Theatrum Europaeum